# 페루초 발카레지
페루초 발카레지(이탈리아어: Ferruccio Valcareggi ferˈruttʃo valkaˈreddʒi[*], 1919년 2월 12일 ~ 2005년 11월 2일)는 이탈리아의 전 축구 선수이자 감독으로, 선수 시절 미드필더로 활약했다.

## 선수 경력
발카레지는 1919년 2월 12일에 트리에스테에서 출생했다. 우측 공격형 중앙 미드필더였던{이탈리아 축구 용어로 반(半)측면 미드필더(mezzala)로 수식} 그는 선수 시절에 고향 트리에스티나에서 1937년에 축구를 시작해 피오렌티나, 밀란, 볼로냐 9개 구단을 거치며 피옴비노에서 은퇴한 1954년까지 성공적으로 현역 생활을 보냈다. 그는 1946년에 코파 알타 이탈리아를 우승했다. 그는 403번의 경기에 출전해 73골도 기록했는데, 이 중 59골은 270번의 경기에 출전한 세리에 A에서 기록했다. 그러나, 그는 국가대표팀 경기에 출전한 적이 없다.

## 감독 경력
발카레지는 감독으로서 한 획을 그은 인물로 회자되는데, 특히 이탈리아 국가대표팀을 반전시킨 것으로 기억된다. 그는 1952년에 선수 겸 감독으로 지도자의 길을 걷기 시작했다. 프라토를 이끌고 1956-57 시즌 세리에 C 우승 및 세리에 B 승격을 이룩하고, 아탈란타와 피오렌티나 등의 이탈리아 구단을 지도한 그는 에드몬도 파브리의 수석 코치로 부임하다가 이탈리아 국가대표팀 감독으로 취임했는데, 처음에는 엘레니오 에레라와 협력하다가, 이후 단독 감독이 되었다. 그는 1966년부터 1974년까지 국가대표팀을 지휘했는데, 안방에서 열린 유로 1968 우승을 거두었고, 멕시코에서 열린 1970년 월드컵에서도 준우승을 거두었다. 발카레지의 임기 8년 동안 패한 경기는 단 6번에 불과했다.
발카레지는 이탈리아 국가대표팀의 부흥을 이끌었으나, 1970년 월드컵에서 악명 높은 전술을 릴레이(staffetta) 전법을 고안한 것으로도 알려져있다. 두 명의 결정력이 높은 공격수인 리바와 보닌세냐를 배치한 것 외에도 수비 안전성을 중시한 발카레지는 당시 이탈리아의 빼어난 두 플레이메이커인 잔니 리베라와 산드로 마촐라를 공존시키는 것이 불가능함에 따라 둘 중 하나씩만 출전시키는 릴레이 전법을 도입했다. 그는 이 두 창의적인 선수가 상호 호환 불가능하다고 판단했고, 두 선수들의 소속 구단이 숙적 관계라는 점을 감안해, 공격수 둘과 함께 두 선수를 동시에 선발로 출전시키면 대형의 균형이 무너질 것으로 보았는데, 특히 리베라는 마촐라와 대조되게 운동량이나 수비 가담력이 좋은 편이 아니었다. 반대로 마촐라가 장염으로 몸상태가 떨어졌을때 발카레지는 경기 전반마다 마촐라를, 리베라를 후반에 출전시키면 상대가 방전되어 공간을 더 확보할 수 있을 것이라 생각했다. 유로 1968 우승과 1970년 월드컵 준우승에도 불구하고, 그의 전술은 서독과의 준결승전처럼 훨씬 공격적인 축구를 선보일 수 있었으나, 조별 리그에서의 부진과, 브라질과의 결승전 참패로 언론의 비판을 피하기 어려웠다. 두 선수가 동시에 배치된 경우는 결승전에서 6분 가량이었는데, 리베라는 이 경기에서 막판 6분을 남기고 보닌세냐와 교체되어 투입되었다.
발카레지는 1974년 월드컵에서도 이탈리아를 본선 무대에 올렸다. 비록 이탈리아는 우승 후보로 거론되었지만, 1차 조별 리그에서 탈락하는 수모를 당했고, 발카레지는 이탈리아 국가대표팀 지휘봉을 내려놓았다. 대회 중, 그는 교체되어 나가는 조르조 키날리아로부터 욕설을 듣는 불미스러운 일을 겪었다. 국가대표팀 감독직을 내려놓은 후, 발카레지는 다시 이탈리아 구단 지휘봉을 잡았는데, 엘라스 베로나, 로마, 그리고 이탈리아 청소년 B 국가대표팀을 지도했다. 그는 잠깐 평론가로도 근무했다. 그가 마지막으로 근무한 곳은 피오렌티나였다. 그는 2013년에 피오렌티나 명예의 전당에 헌액되었다.

## 감독 방식
이탈리아 국가대표팀 감독 시절, 발카레지의 탄탄한 전술은 엘레니오 에레라 감독이 1960년대에 인테르나치오날레 감독을 부임하며 각광받은 이탈리아 특유의 빗장(catenaccio) 전법으로부터 영감을 얻은 것으로, 최후방 수비수가 두 명의 대인방어를 하는 중앙 수비수와 측면 수비수 뒤에 배치되는 형태로, 전술의 핵심은 철저한 방어와 안정성에 요점을 두고 있다. 이탈리아는 그의 임기에 그의 전술로 선전하여 만족할 성과을 짜낼 수 있었는데, 득점으로 간소한 차이로 앞서나간 후, 실점을 막아 승리를 쟁취했는데, 이탈리아 언론의 골 결정력의 부재와 둔탁한 경기 방식으로 그의 전술을 비판했는데, 1970년 월드컵에 발카레지의 이탈리아 국가대표팀은 나름대로 득점력도 탑재되었음을 증명했다. 그의 전술로 인해, 발카레지의 선수단은 경기 속도가 느린 편이었고, 무분별한 질주를 자제했으며, 결국 선수의 기술적 역량으로 승부를 결정지을 수 있었다. 발카레지는 악명 높은 릴레이(staffetta) 전술을 쓴 것으로도 회자되는데, 두 명의 재능 있고, 기교가 넘치는 플레이메이커인 마촐라와 리베라의 활용력을 높이기 위한 방책이었다. 두 선수는 각각 전반과 후반에 한 명씩 배치되어 선수단의 균형을 깨는 것을 막았다. 운동력과 역동성이 돋보이는 마촐라가 선발로 나섰고, 보다 창의적이지만 기동력이 떨어지는 다재다능한 리베라가 상대의 체력이 떨어질 때쯤 입장하여 중원에서 경기를 지배하고, 공을 무난히 넘길 수 있도록 유도했다. 발카레지의 선수단은 1974년 월드컵을 앞두고 더욱 매력적인 경기를 하도록 전술을 바꿨지만, 본선 대회에서 고전했고, 결국에는 1차 조별 리그에서 탈락했는데, 그 요인으로 발카레지 감독이 탈의실에서 선수단을 융화시키는 역량의 부재를 꼽을 수 있었고, 당시 효율적으로 다수의 거물급 선수를 제어하는 능력의 한계도 문제로 볼 수 있었다. 전술적 역량과 감독 능력 외에도, 그는 선수단에 평정심을 심을 수도 있었는데, 이는 그가 차분하면서도 선수와의 밀접한 유대감을 형성하여 가능할 수 있었다. 그는 성실함과 공정한 접근법으로도 알려져 있고, 신사적인 품위로도 나타난다.

## 사생활
1943년 9월, 발카레지는 안나 페루치를 배우자로 맞이하여 슬하에 3명의 자녀를 두었다.

## 최후
발카레지는 2005년 11월 2일, 피렌체에서 향년 86세로 영면에 들었다.

## 수상

### 선수
볼로냐
- 코파 알타 이탈리아: 1945–46

### 감독
프라토
- 세리에 C: 1956–57

이탈리아
- 유럽 축구 선수권 대회: 1968
- 월드컵 준우승: 1970

### 개인
- 황금 파종자상: 1956–57, 1972–73[2]
- 이탈리아 축구 명예의 전당 헌액: 2011[19]
- 피오렌티나 명예의 전당 헌액[20]